# Tuttletown (Kalifornija)
Tuttletown je naseljeno područje za statističke svrhe u američkoj saveznoj državi Kalifornija. Prema popisu stanovništva iz 2010. u njemu je živjelo 668 stanovnika.